# Varennes-Jarcy

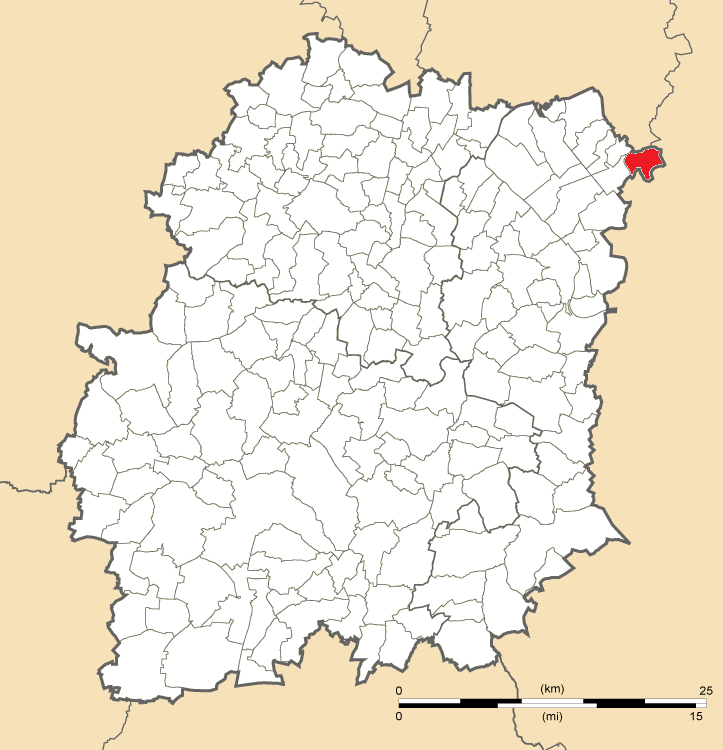
Varennes-Jarcy en Essonne.

 Varennes-Jarcy  es una población y comuna francesa, en la región de Isla de Francia, departamento de Essonne, en el distrito de Évry y cantón de Épinay-sous-Sénart.

## Demografía
| 212 | 230 | 230 | 168 | 223 | 218 | 233 | 259 | 257 | 231 | 254 | 265 | 254 | 228 | 255 | 250 | 248 | 255 | 267 | 311 | 304 | 413 | 502 | 512 | 435 | 655 | 645 | 677 | 997 | 1 243 | 1 687 | 1 907 | 2 314 |
| Para los censos de 1962 a 1999 la población legal corresponde a la población sin duplicidades (Fuente: INSEE [Consultar]) |     |     |     |     |     |     |     |     |     |     |     |     |     |     |     |     |     |     |     |     |     |     |     |     |     |     |     |     |       |       |       |       |

Forma parte de la aglomeración urbana de París.